# 達拉斯·劉
達拉斯·劉（英語：Dallas Liu，2001年8月21日—）是一名美國男演員。他在《鐵拳》（2009年）中首次飾演年輕的風間仁，隨後在電視連續劇《筆寫青春》中飾演石井修二-彼得斯，並在《傳奇兄弟》中飾演卡特。他在2024年上映的Netflix真人翻拍劇《降世神通：最後的氣宗》中飾演朱克王子。

## 早期生活
劉在加州聖蓋博谷長大。劉從小開始練習松濤館流空手道，曾參加北美運動空手道協會的比賽。他在5歲時開始練習武術，13歲時停止參加國際比賽。

## 職業生涯
劉在2009年電影《鐵拳》中首次飾演年輕的風間仁，這是他的電影處女秀。他是由他的一位武術老師介紹而參加試鏡。劉的經紀人最初是通過上傳至YouTube的空手道影片找到他的。他曾在尼克兒童頻道的傳奇兄弟》中飾演常設角色卡特。
劉在Hulu劇情片《筆寫青春》中飾演瑪雅·厄斯金的哥哥舒吉。
劉在Snapchat的年輕成人劇集《Playerrs》中飾演泰勒·金。他在2021年電影《尚氣與十環傳奇》中飾演凱蒂的弟弟瑞華。
2020年9月26日，劉為《天堂的七分鐘》的10週年紀念日做了該劇的虛擬朗讀。
2021年8月12日，Netflix宣布劉將在《降世神通：最後的氣宗》真人電視改編版中飾演朱克。

## 個人生活
劉有中國及印尼血統。

## 影視作品

### 電影
| 年份 | 標題               | 角色        | 備註               |
| ---- | ------------------ | ----------- | ------------------ |
| 2009 | 《鐵拳》           | 6歲的風間仁 |                    |
| 2015 | 《哀兵兒童》       | Young Jimmy |                    |
| 2017 | 《Ella》           | Abe         | 短篇電影           |
| 2021 | 《尚氣與十環傳奇》 | 瑞華        |                    |
| 2023 | 《失憶狂歡夜》     | Mikey       | 迪士尼頻道原創電影 |

### 電視
| 年份      | 標題                      | 角色            | 備註                                               |
| --------- | ------------------------- | --------------- | -------------------------------------------------- |
| 2013      | 《真人快打：遺產》        | 年輕的避寒      | 集數：「Liu Kang and Kung Lao Reunite in Macau」   |
| 2014      | 《Enormous》              | Boy             | 集數：「Enormous」                                 |
| 2014      | 《》                      | Riley           | 集數：「The Mutilation of the Master Manipulator」 |
| 2015      | 《阿莫吉本的怪奇日常》    | Yoshi           | 集數：「Gortimer vs. The Terrible Touch-Up」       |
| 2016      | 《CSI犯罪現場：網路犯罪》 | Jake Hazelton   | 集數：「Legacy」                                   |
| 2016      | 《傳奇兄弟》              | 卡特            | 5集                                                |
| 2018      | 《他/她是谁？》           | 李小龍          | 4集                                                |
| 2019—2021 | 《筆寫青春》              | 石井修二-彼得斯 | 14集                                               |
| 2019      | 《心機女孩》              | Pete            | 2集                                                |
| 2020      | 《Players》               | Taylor King     | 8集                                                |
| 2024—至今 | 《降世神通：最後的氣宗》  | 朱克            | 主要角色                                           |

## 外部連結
- 達拉斯·劉在互联网电影资料库（IMDb）上的資料（英文）